# Survivor Series (1992)
Survivor Series 1992 est le sixième Survivor Series, pay-per-view annuel de catch produit par la World Wrestling Entertainment. Il s'est déroulé le 25 novembre 1992, la veille du Thanksgiving, au Richfield Coliseum de Richfield, Ohio.
C'était le premier Surivor Series à inclure des matchs simples.
En France, cet évènement a fait l'objet d'une diffusion sur Canal+ et d'une sortie en cassette vidéo chez Film Office.

## Résultats
| #                                                          | Résultats                                                                                   | Stipulations                          | Commentaires | Durée |
| ---------------------------------------------------------- | ------------------------------------------------------------------------------------------- | ------------------------------------- | --- | ----- |
| Dark match                                                 | Crush bat Repo Man                                                                          | Match simple                          | - Crush a fait abandonner Repo Man. | N/A   |
| 1                                                          | The Headshrinkers (Samu et Fatu) (avec Afa) battent High Energy (Owen Hart et Koko B. Ware) | Tag team match                        | - Fatu a effectué le tombé sur Hart après un Big Splash.                                                                                         | 07:40 |
| 2                                                          | The Big Boss Man bat Nailz                                                                  | Nightstick on a Pole Match            | - Boss Man a effectué le tombé sur Nailz après un Boss Man Slam.                                                                                 | 05:44 |
| 3                                                          | Tatanka bat Rick Martel                                                                     | Match simple                          | - Tatanka a effectué le tombé sur Martel après un Fallaway Slam.                                                                                 | 11:07 |
| 4                                                          | Randy Savage et Mr Perfect battent Razor Ramon et Ric Flair par disqualification            | Tag team match                        | - Ramon et Flair ont été disqualifiés pour un travail en équipe illégitime sur Mr. Perfect.                                                      | 16:38 |
| 5                                                          | Yokozuna (avec Mr. Fuji) bat Virgil                                                         | Match simple                          | - Yokozuna a effectué le tombé sur Virgil après un Banzai Drop.                                                                                  | 03:34 |
| 6                                                          | The Undertaker (avec Paul Bearer) bat Kamala (avec Kim Chee et Harvey Wippleman)            | Casket match                          | - Undertaker a effectué le tombé sur Kamala après l'avoir frappé avec l'urne. Undertaker a ensuite placé Kamala dans le cercueil et l'a refermé. | 05:27 |
| 7                                                          | Bret Hart (c) bat Shawn Michaels (WWF Intercontinental Championship)                        | Match simple pour le WWF Championship | - À la fin du match, le Père Nöel est venu sur le ring pour célébrer avec Bret Hart.                                                             | 26:40 |
| (c) désigne le champion défendant son titre dans le match. |                                                                                             |                                       | |       |

- (4 contre 4) Survivor Series match: The Nasty Boys (Brian Knobbs et Jerry Sags) et The Natural Disasters (Earthquake et Typhoon) def. Money Inc. (Ted DiBiase et Irwin R. Schyster) (w/Jimmy Hart) et The Beverly Brothers (Beau et Blake) (w/The Genius) (15:50)

| Elimination # | Catcheur   | Equipe                         | Éliminé par | Manière                          | Temps      |
| ------------- | ---------- | ------------------------------ | ----------- | -------------------------------- | ---------- |
| 1             | Beau       | Money Inc. & Beverly Bros.     | Earthquake  | Tombé après un Earthquake Splash | 9:25       |
| 2             | Typhoon    | Nasty Boys & Natural Disasters | I.R.S.      | Tombé sur un School Boy          | 15:45      |
| 3             | I.R.S.     | Money Inc. & Beverly Bros.     | Jerry Sags  | Tombé sur un Inside Craddle      | 15:50      |
| Survivants:   | Nasty Boys | Nasty Boys                     | Nasty Boys  | Nasty Boys                       | Nasty Boys |